# China Airlines
China Airlines este o companie aeriană taiwaneză. Este membră a alianței SkyTeam.
China Airlines a fost înființată în Taipei în anul 1959. În 1966, a oferit prima rută internațională, un zbor de la Taipei la Saigon, azi Ho Și Min, Vietnam.